# 八百津町立福地中学校
八百津町立福地中学校（やおつちょうりつ ふくちちゅうがっこう）は、かつて岐阜県加茂郡八百津町にあった公立中学校。

## 概要
- 校区は福地（旧・加茂郡福地村に該当）であった。1991年に久田見中学校と統合。八百津東部中学校の新設により廃校。
- 校舎は2018年時点では現存し、福地いろどり村の施設（福地学校）となっている。

## 沿革
- 1947年（昭和22年）4月 - 福地村立福地中学校として開校。福地小学校[注釈 1]との併設校。福地小中学校とも称する。
- 1948年（昭和23年） - 校舎（木造平屋建）が完成。
- 1956年（昭和31年）9月30日 - 久田見村、潮南村、福地村が八百津町に編入される。同時に八百津町立福地中学校に改称する。
- 1953年（昭和38年） - 福地小中学校へき地集会室講堂が完成。
- 1965年（昭和40年） - 特別室を新築。
- 1985年（昭和60年） - 福地小学校新校舎（鉄筋コンクリート造2階建）が完成し、福地小学校との併設が解消。中学校校舎は1948年完成の木造校舎を引き続き使用。
- 1991年（平成3年）3月 - 統合により廃校。